# Santo Domingo (Sonsonate)
Santo Domingo è un comune del dipartimento di Sonsonate, in El Salvador.